# حاج إسكندر
حاج إسكندر (بالكردية: Hec Iskender‏) هي قرية سوريّة تتبع إداريّاً لمحافظة حلب منطقة عفرين ناحية جنديرس. بلغ تعداد سكانها 391 نسمة حسب التعداد السكاني لعام 2004، و1,156 نسمة حسب قيود السجل المدني لنهاية عام 2005.